# Raionul Kostopil, Rivne
Kostopil (în ucraineană Костопільський район, transliterat: Kostopilskîi raion) este un raion în regiunea Rivne, Ucraina. Reședința sa este orașul Kostopil.

## Demografie
Componența lingvistică a raionului Kostopil
     Ucraineană (98,45%)
     Rusă (1,37%)
     Alte limbi (0,13%)
Conform recensământului din 2001, majoritatea populației raionului Kostopil era vorbitoare de ucraineană (98,45%), existând în minoritate și vorbitori de rusă (1,37%).